# Mary Ann M'Clintock
Mary Ann M'Clintock o Mary Ann McClintock (1800-1884) es conocida por su función en la formación del movimiento de sufragio de las mujeres, así como del abolicionismo. 

## Vida
Nacida el 20 de febrero de 1800 en Burlington, Nueva Jersey con el nombre de Mary Ann Wilson.
Estuvo casada con Thomas M'Clintock desde el año de 1820 y vivieron  en Filadelfia hasta que en 1836 se movieron a Waterloo, NY.
En el año de 1833 Mary Ann era muy activa en el anti-movimientos de esclavitud en Filadelfia y era uno de los miembros de fundadores de la Mujer de Filadelfia Anti-Sociedad de Esclavitud. Trabajó estrechamente con la abolicionista Lucretia Mott. y una vez establecida en Waterloo, Mary Ann tomó una función más activa en las mujeres sufragistas del movimiento. 
Mary Ann organizó la Convención de Seneca Falls, en julio de 1848. 
Ella y sus hijas Elizabeth y Mary Ann también atendieron la convención y firmó la Declaración de Seneca Falls.
La base de la convención fue presentar esta declaración, el cual era un documento redactado por mujeres como Elizabeth Cady Stanton y Lucretia Mott en la mesa de la cocina de Mary Ann M'Clintock y perfilaba las oportunidades iguales entre hombres y mujeres. 
Aun así, Mary Ann nunca consiguió votar. En 1856  se regresa a Filadelfia y muere el 21 de  mayo de 1884 en Filadelfia, Pensilvania en la edad de 84 años.